# Hayley Williams
Hayley Nichole Williams (Meridian, Mississippi, 27 december 1988) is de leadzangeres en toetsenist van de Amerikaanse rockband Paramore.
Ze verhuisde op haar 13e naar Franklin in Tennessee, waar ze de gebroeders Josh en Zac Farro ontmoette, met wie ze later Paramore vormde. Jeremy Davis, bassist van Paramore, kende ze doordat ze met hem in de band "The Factory" zat.
Op 8 mei 2020 bracht Williams haar eerste soloalbum uit genaamd Petals for Armor. Het nummer Simmer was het eerste nummer dat uitkwam, van het album, op 22 januari 2020. Het album heeft twee delen Petals for Armor I en Petals for Armor II. Op 5 februari 2021 bracht ze haar tweede soloalbum uit, genaamd Flowers for Vases / Descansos.
Ook is Williams medeoprichter van het haarmerk Good Dye Young, dat in 2015 op de markt kwam met haarkleuringproducten.

## Carrière

### Paramore: 2004 tot heden

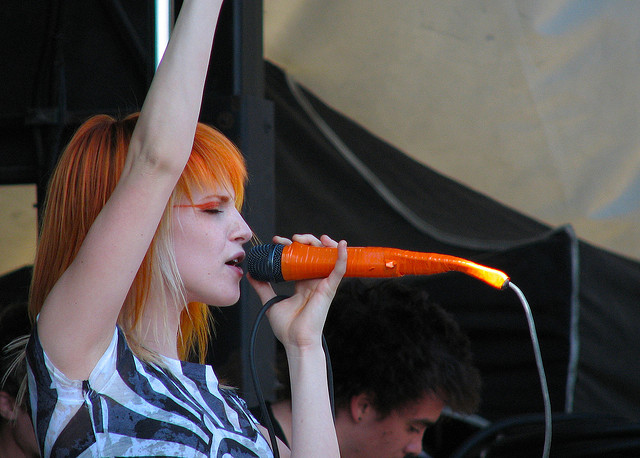
Hayley Williams in 2008

In 2004 ontstond de band Paramore met Hayley Williams als zangeres samen met gitarist Josh en drummer Zac Farro en bassist Jeremy Davis. De band bracht in 2004 hun eerste nummer uit Conspiracy. Dit nummer kwam later op hun debuutalbum All We Know Is Falling. Bassist Jeremy Davis verliet de band tijdens het maken van dit album. Williams heeft hier een nummer overgeschreven dat op het album staat, All We Know. In het nummer schrijft Williams ook over haar ouders die op dat moment scheiden. 
De band krijgt zijn grote doorbraak met het tweede album Riot. Op dit album is Jeremy Davis terug bij de band en komt Taylor York als achtergrond gitarist bij de live optredens erbij. Door de grote doorbraak wordt Williams zelf ook bekend en vragen artiesten zoals B.o.B om met haar samen te werken.
Tijdens het maken van het derde album van Paramore Brand New Eyes ontstaat er een discussie in de band tussen Hayley Williams en gitarist Josh Farro. Williams schrijft op het derde album van Paramore over haar gevoelens richting Farro, op het nummer Ignorance.  Naarmate de band groet in populariteit nemen de discussie achter de schermen toe. Op 18 december 2010 kwam er een bericht dat Josh en Zac de band verlieten. Dit omdat de focus te veel op Williams lag en zij de enige was die wel een contract had met Atlantic Records. De rest van de bandleden werden als haar soloproject behandeld. Door het vertrek van Jash Farro als gitarist trok Taylor York naar voren toe als front-gitarist van de band. In een verklaring op 30 december 2010 gaven de overige bandleden Hayley Williams, Jeremy Davis en Taylor York een eenmalige interview over het vertrek van de broers Farro.
Hayley Williams zei, op 10 januari 2011, tijdens een interview met MTV, dat de band, ondanks het verlies van twee van hun bandleden die er vanaf het begin al bij waren, ze toch nieuwe muziek zouden uitbrengen in 2011. Op 5 april kwam het vierde album uit genaamd Paramore. Op de album zingt Williams haar emoties van zich af en zingt ze over het vertrek van de broers Farro. Dit is ook een periode bij haar dat haar depressie en angst toeneemt. Veel fans geven Williams de schuld van het vertrek van de broers Farro.
Op 15 december 2015 kwam het nieuws naar buiten dat bassist Jeremy Davis stopt bij Paramore. Dit valt Williams heel zwaar. Ze kennen elkaar al van jongs af aan. Zelf verlaat zij ook de band om zich terug te trekken van alles. Hayley Williams heeft aangegeven dat Taylor York op dat moment de enige bandlid was van Paramore. Door York zijn motivatie en kracht kwam Williams halverwege 2016 terug bij de band, niet veel later voegde ook drummer Zac Farro zich weer bij de band. Op 12 maart 2017 kwam hun vijfde studioalbum uit genaamd After Laughter. Williams spreekt op dit album meer over haar gevoelens in de periode na het vertrek van bassist Jeremy Davis. Het nummer Pool is een belangrijk nummer voor haar en Taylor York. Taylor York had de muziek al klaarliggen voor dit nummer en heeft Hayley de tijd gegeven om hier een passende tekst op de bedenken. Het nummer gaat over de scheiding met gitarist Chad Gilbert. Het valt veel fans op dat de muziek erg dansend en vrolijk klinkt, maar de teksten erg duister zijn. Het valt op dat Williams vaak zingt of het leven nog nut heeft, zoals in het nummer Hard Times, 'Gonna make you wonder why you even try/ gonna take you down and laugh when you cry /and I still don't know how I even survive'.
Op 7 september 2020 vertelt Williams dat Paramore het nummer Misery Business niet meer live gaat spelen, omdat ze niet meer achter de in haar ogen seksistische tekst staat. 'Ik heb het nummer toentertijd geschreven met gevoelens die ik toen had, ik sta daar nu niet meer achter'. In de tekst zingt Williams 'Once a whore, you're nothing more, I'm sorry, that'll never change'. Zij vindt dat het niet meer bij deze tijd past. Kort daarna geeft Paramore aan dat zij tijdelijk een pauze nemen.

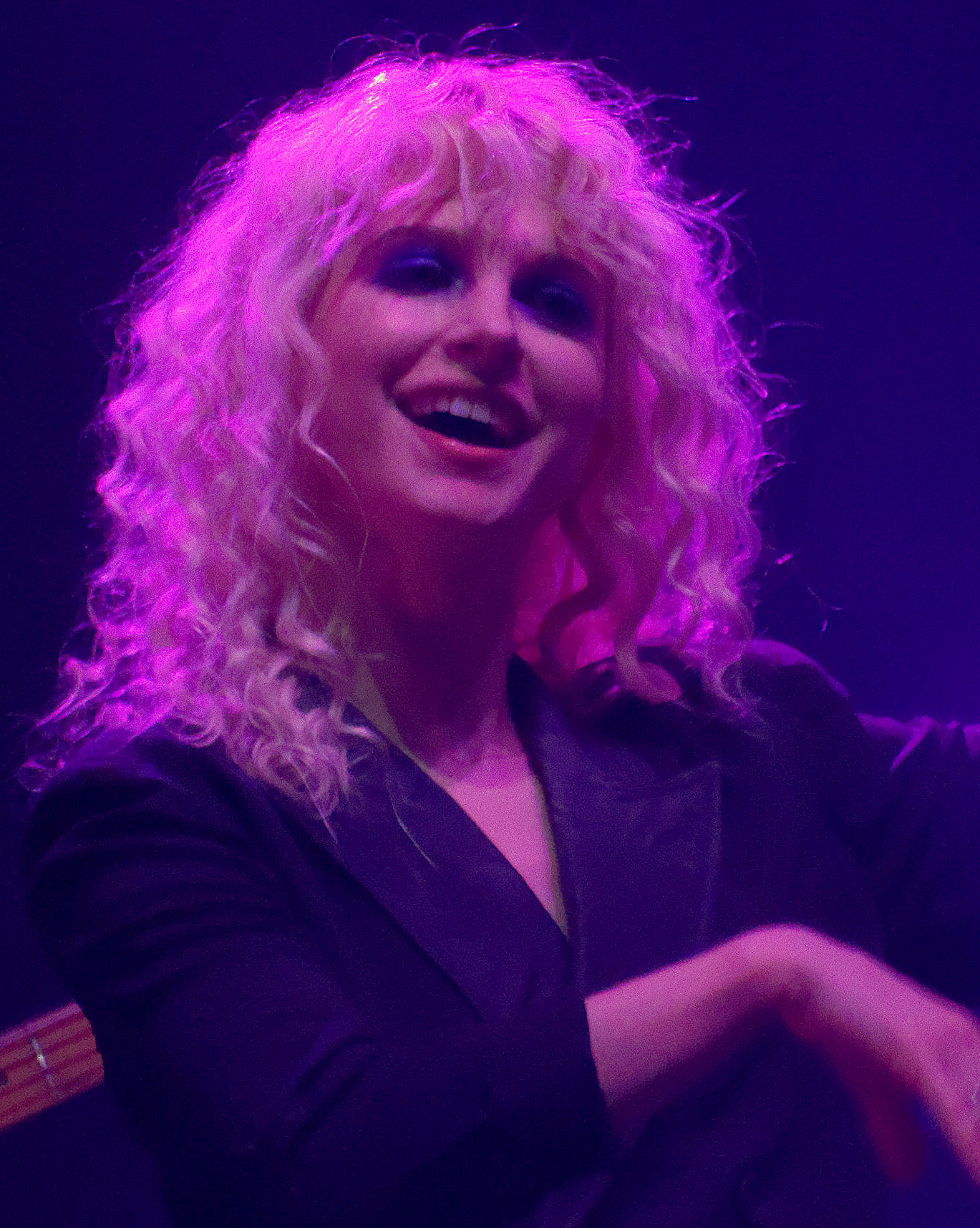
Hayley Williams in 2018

### Solocarrière: 2020 tot heden

#### Petals for Armor (2020)
Op haar eigen 31e verjaardag vertelt Williams dat zij bezig met het schrijven van muziek maar dat het niet bedoeld is voor Paramore, maar voor haar eigen solocarrière. Haar debuutnummer Simmer komt uit op 22 januari 2020. Williams heeft dan al bekendgemaakt dat het album Petals for Armor gaat heten. Het album verscheen op 8 mei 2020. Williams legde uit dat de inspiratie achter de titel van het album te danken is aan haar overtuiging dat "de beste manier voor mij om mezelf te beschermen, is om kwetsbaar te zijn." Het album werd geproduceerd door Williams' Paramore-bandgenoot Taylor York en werd gedurende 2019 geschreven tijdens Paramores pauze na een toer ter ondersteuning van hun vijfde studioalbum, After Laughter (2017). De tweede single van het album, "Dead Horse", werd uitgebracht op 21 april 2020. "'Dead Horse' biedt kracht terug aan een jongere, zwakkere versie van mezelf", vervolgt Williams. "Ik heb het gevoel dat dit allemaal gezegd moest worden om het soort vrouw te zijn dat ik hoop te zijn." De videoclip werd uitgebracht op 8 mei. Het werd geregisseerd door Zac Farro, drummer van de band Paramore. Het album werd zeer goed ontvangen door het publiek.

#### Flowers for Vases/Descansos (2021)
Flowers for Vases/Descansos is het tweede album van Hayley Williams. Het werd zonder voorafgaande aankondiging uitgebracht via Atlantic Records op 5 februari 2021, negen maanden na zijn voorganger Petals for Armor (2020) en twee maanden na de extended play Petals for Armor: Self-Serenades (2020). Het geluid van het eerdere materiaal van de zangeres, Flowers for Vases, is een intiem folkalbum met spaarzame gitaren, pianoakkoorden en extra drums. De website van Williams begon op 22 januari 2021 om te leiden naar de webpagina Flowers for Vases met demotracks van 15 seconden van de projectnummers. Op 29 januari begon ze geschenken naar fans te sturen, waaronder lichaamsdelen van een pop met de notitie "Plant Me" , en een speciaal pakket met een Sanctuary-kaars en een cd met "My Limb", waarin fans worden gevraagd het nummer te lekken. Williams verklaarde dat het album haar eigen equivalent is van Taylor Swift's Folklore (2020). Het album werd positief ontvangen.

## Discografie

### Singles
| Single met eventuele hitnotering(en) in de Nederlandse Top 40 | Datum van verschijnen | Datum van binnenkomst | Hoogste positie | Aantal weken | Opmerkingen                                           |
| ------------------------------------------------------------- | --------------------- | --------------------- | --------------- | ------------ | ----------------------------------------------------- |
| Airplanes                                                     | 2010                  | 26-06-2010            | 4               | 17           | met B.o.B / Nr. 12 in de Single Top 100 / Alarmschijf |
| Stay the night                                                | 14-10-2013            | 21-09-2013            | tip8            | -            | met Zedd                                              |
| Stay the night                                                | 14-10-2013            | 01-02-2014            | tip8            | -            | Re-entry / met Zedd / Nr. 85 in de Single Top 100     |

| Single met hitnotering(en) in de Vlaamse Ultratop 50 | Datum van verschijnen | Datum van binnenkomst | Hoogste positie | Aantal weken | Opmerkingen |
| ---------------------------------------------------- | --------------------- | --------------------- | --------------- | ------------ | ----------- |
| Airplanes                                            | 2010                  | 10-07-2010            | 9               | 20           | met B.o.B   |
| Stay the night                                       | 2013                  | 25-01-2014            | tip10           | -            | met Zedd    |

## Persoonlijk
Williams krijgt in 2007 een relatie met Chad Gilbert, gitarist van de band New Found Glory.
In 2016 trouwen ze met elkaar. Na één jaar huwelijk besloten ze te scheiden in juli 2017.
In november 2020 deelt Williams dat ze nooit had moeten trouwen met Gilbert. Ze geeft toe dat hun relatie ongezond was en zegt dat Gilbert vreemd is gegaan met haar toen Gilbert nog getrouwd was met zijn eerste vrouw. In het nummer 'Dead Horse' zingt ze hierover, “I got what I deserved/I was the other woman first.” Williams geeft aan dat na haar scheiding met Gilbert haar depressie en angst erger zijn geworden. Ze viel kilo's af en zorgde slecht voor haar gezondheid. Met behulp van therapie kon ze de draad weer oppakken.
Williams verliet december 2015 de band Paramore om zich terug te trekken uit de schijnwerpers en ook omdat bassist Jeremy Davis eind 2015 de band verliet. Het hele proces was voor Williams te zwaar. Jeremy Davis was een goede vriend van Williams, maar klaagde Paramore in 2016 aan voor het niet betalen van tekstschrijven credits en de beloning van het touren met de band. Williams verwijderde haar social media accounts. Door hulp van Paramore bandlid en goede vriend Taylor York keerde Williams eind 2016 weer terug bij de band Paramore.
In februari 2020 deelt Williams mee dat ze al jaren strijdt tegen depressie. Williams geeft aan dat ze nog leeft door haar hond. Williams zingt al jaren in de nummers van Paramore over haar emoties, maar dit is de eerste keer dat ze het publiekelijk open over spreekt.
Op haar solo debuutalbum Petals for Armor zingt ze nog dieper over haar gevoelens dan dat ze dat deed op de Paramore albums. Ze wilde niet hebben dat de andere bandleden mee moesten gaan met haar gevoelens. Op het nummer 'Taken' zingt Williams dat zij een relatie heeft, maar met wie dat is deelt Williams niet.

## Trivia
- Hayley Williams komt als personage voor in Guitar Hero: World Tour. Ze is het eerste vrouwelijke, echt bestaande personage in de Guitar Hero-reeks.
- Hayley Williams zingt in de nummers van B.o.B van het album B.o.B Presents: The Adventures of Bobby Ray, de nummers zijn Airplanes en Airplanes part II (hierin rapt Eminem ook).
- Hayley Williams maakte met Jordan Pundik (van New Found Glory) en Ethan Luck (van Relient K) een punkversie van de internethit Bed Intruder Song.
- Hayley Williams en Brain O'Connor brengen in 2015 samen een haarproduct lijn uit genaamd Good Dye Young, dat zichzelf specialiseert op haarkleuring.
- Hayley Williams en Josh Farro zijn mede-schrijvers van het nummer Good 4 U van Olivia Rodrigo dat uitkwam op 14 mei 2021.